# Michel Sicard & Mojgan Moslehi

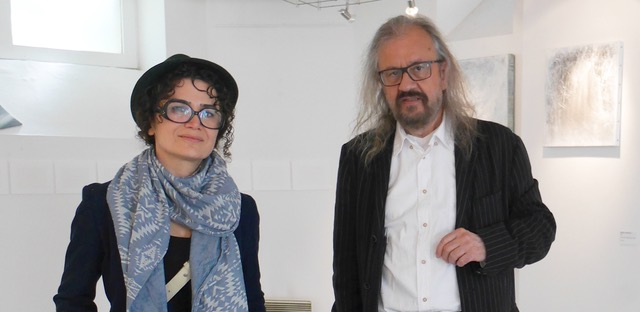
Michel Sicard & Mojgan Moslehi (2017)

Michel Sicard (* 6. Oktober 1950 in Toulon in Frankreich) und Mojgan Moslehi (* 23. Februar 1969 in Teheran im Iran) sind bildende Künstler und Fotografen, die sich zwischen Abstraktion, informeller Kunst und Konzeptkunst bewegen. Sie leben und arbeiten in Paris. Die beiden Künstler hinterfragen in ihren Werken und Installationen die physikalischen und kosmischen Kräfte, die Schwingungsströme, die schwebende Welt, in einem dem Zen nahen Denken.

## Biographie

### Michel Sicard
Michel Sicard studierte Philosophie in Nizza, wo er Michel Butor kennenlernte, und Literatur in Paris X-Nanterre. Er schrieb über Jean-Paul Sartre, beide wurden Freunde und Sicard veröffentlichte mehrere Werke über ihn, bevor er sich der Kunst widmete. Zunächst beschäftigte er sich mit der Kunsttheorie und schrieb über die Mitglieder der Gruppe Cobra Christian Dotremont und Pierre Alechinsky. 1984 beteiligte er sich an der Organisation der Eröffnungsausstellung der Villa Arson in Nizza, „Les écritures dans la peinture“, und erhielt dort ein Stipendium als „Artist in residence“. Er fühlte sich der École de Nice, Fluxus und Supports/Surfaces sehr nahe, verkehrte mit Ben, Noël Dolla, Marcel Alocco, Claude Viallat, Michel Vachey und hat in der Librairie-Galerie Jacques Matarasso ausgestellt. Anschließend wurde er 1986-1987 in die Villa Medici in Rom berufen. Er interessiert sich für das Künstlerbuch, sowohl als Dichter als auch als bildender Künstler, wobei er den Begriff des Schreibens und des plastischen Schaffens in seinen literarischen Schriften miteinander verschränkt. Er wurde in die Sammlungen des FRAC de Basse et Haute-Normandie aufgenommen und erhielt den Fontenelle-Preis der Stadt Rouen. 1995 habilitierte er sich mit einer Arbeit zum Thema „Kunst und Sprache“ und wurde 1998 zum Professor für Bildende Kunst an der Universität Paris 1 Panthéon-Sorbonne berufen, wo er bis zu seiner Emeritierung rund sechzig Dissertationen betreute. Viele seiner Studenten begannen eine Karriere als Künstler. Zahlreiche Einzelausstellungen in Avignon, Brüssel, Saint-Lô, Straßburg, Berlin, Bratislava, Bukarest, Seoul und Peking. Die Harbin Normal University Harbin (China) verlieh ihm 2008 den Titel eines Doctor honoris causa.

### Mojgan Moslehi
Mojgan Moslehi ist mehrfache Preisträgerin von Kunstbiennalen und Jahresausstellungen in Teheran sowie der Neu-Delhi-Triennale. Sie beschäftigte sich mit den Sammlungen des Museum für zeitgenössische Kunst und des Niavaran-Museums im Niavaran-Palastkomplex in Teheran ein und interessierte sich für fernöstliche Kunst, worüber sie ihre Magisterarbeit an der islamischen Universität Azad schrieb. Sie stellte in verschiedenen Galerien aus, unter anderem in der Assar Art Gallery in Teheran. Sie kam im März 2000 mit einem Stipendium des Kulturministeriums und des Museums für zeitgenössische Kunst im Iran nach Paris. Sie schloss sich der Gruppe „Divar-é-sefid“ (Die weiße Wand) an, von der sie sich kurz darauf trennt. Die ersten zwei Jahre verbrachte sie an der Cité Internationale des Arts Paris. Ihr malerisches Werk ist prägnanter in Gestik und Farbwahl: ein invasives Schwarz, das sowohl die Anwesenheit als auch die Abwesenheit einschließt. Sie bekam ein DEA-Studium an der Sorbonne und schrieb anschließend eine Doktorarbeit zum Thema „Die Kunst der Leere: Die Präsenz der Leere in der zeitgenössischen Kunst“ („L'art du vide: la présence du vide dans l'art contemporain“), die sie 2010 an der Sorbonne verteidigte.

### Das Künstlerpaar
Michel Sicard und Mojgan Moslehi stellten ihre Werke ab 2004 gemeinsam im Seoul Arts Center und in der Artlink Gallery in Seoul aus, dann 2006 in der Itinerrance Gallery in Paris, 2008 im Museum of Modern Art in Nanjing und 2010 in der Gallery of the National Academy of Painting in Peking. Im Jahr 2011 gründeten Michel Sicard und Mojgan Moslehi ihr Künstlerduo mit gemeinsamen Werken und Installationen, mit denen sie Gemälde, Zeichnungen, Objekte, Fotos und Videos mischten, wie z. B. im Seokdang Museum in Pusan und dem Museum of Art in Daejeon in Südkorea im 2016 oder in der Galerie für zeitgenössische Kunst von Auvers-sur-Oise im 2017.

## Das künstlerische Werk
In ihren Werken nutzen Michel Sicard und Mojgan Moslehi verschiedene Medien, um Netzwerke für Austausch und Kommunikation zu schaffen. Sie erforschen den Raum als Energie zwischen den Dingen. Sie heben die vibrierenden und klanglichen Qualitäten von Objekten und Bildern hervor, die die Grenzen zwischen Außen und Innen, Sichtbarem und Unsichtbarem verwischen, und offenbaren neue Erkenntnisse in einer Landschaft aus Bildern, Partikeln und Ausbreitungen. Auf diese Weise untersuchen sie Veränderungen, Fragmentierungen, Risse, vom Film zur Tiefe, vom Messbaren zum Nicht-Messbaren, von der Anwesenheit zur Abwesenheit, vom Materiellen zum Immateriellen, vom Chromatismus zum schwarzen Loch. Vielfältige, manchmal paradoxe Erfahrungen zwischen Bildern und Spuren oder Schriften, zwischen Objekten und Reflexionen, zwischen lebendigem Fluss und konzeptioneller Arbeit, zwischen dem Plastischen und dem Poetischen. Wie zum Beispiel in diesem langen, leeren Glaskorridor, diesen Spiegeln und dieser an den Wänden wiederholten Inschrift: „Non œuvre non présence“, im Musée de Saint-Denis, die der Leere ihre kreative Dichte und ihre Kraft der Verweigerung verleiht. Sie praktizieren eine sehr technische Malerei, die in ihren winzigen und unwägbaren Schichten gearbeitet ist. Ihre Serien Dark energy, Light gravity, Appear/desappear spielen mit neuen Wellen, in denen Transparenzen, Strahlen und Schatten dominieren. Sie verwenden auch Spiegel, die in Abgründen platziert sind, die das Sehen aufnehmen und segmentieren und es in die Schwerelosigkeit versetzen. Sie schaffen Assemblagen von Objekten, die gleichzeitig bewegliche, schwebende Strukturen oder Demontagen sind, die Katastrophen oder Chaos evozieren.

### Photographien
In ihren Fotoserien dominieren die Effekte der Geschwindigkeit, der Unschärfe, des Fließens, der Leere mit Themen wie Züge, Wälder, Wasser, Wellen, Regen, Schnee oder auch bedrohte, fragmentierte Natur. Im Jahr 2020 veröffentlichten sie das Buch Interferential Time in Photography.
Michel Sicard & Mojgan Moslehi nahmen mit drei Fotoserien an der 8th Daegu Photo Biennale in Südkorea vom 9. Oktober bis 2. November 2021 teil.

### Künstlerbücher
Ihre Künstlerbücher zeichnen sich durch eine totale Verflechtung von Schriftzeichen und plastischer Sprache aus. Manchmal verwenden sie das Blattwerk, in Notizbüchern oder Akkordeons, manchmal die Faltung, durch aufeinanderfolgende Faltungen oder in Rollen. Zu anderen Zeiten sind ihre Bücher auf unvorhersehbare Weise im Raum verteilt. Heiner Wittmann sieht in diesen mobilen Assemblagen, vergleichbar mit ihren schwebenden Papierskulpturen, eine Praxis der Dekonstruktion. In einer letzten Phase bleibt nur noch der in einen Farbnebel gehüllte Pappschuber übrig, das Buch wird von jeder entzifferbaren Botschaft befreit und zu einer leeren Form, die dennoch Erinnerung schafft.
Einige Künstlerbücher:
- A l'onglet du silence, livre manuscrit peint et livre-objet, boîte en plexiglass, tampon de coton hydrophile, Paris, 2004.
- À l'orée des ténèbres, livre manuscrit et peint, reliure Véronique Sala-Vidal, Paris, 2004.
- La Langue des astres, peintures et écritures, 2004.
- Nuit mon silence, graphies d'écritures folles et peintures, 2006.
- À l'appel des nuages, graphies d'écritures folles et peintures de Mojgan Moslehi, 2006.
- Livres de poussière I à X, 10 livres tous exemplaires uniques, 2012–2013.
- Enfouissements I à XX, 20 livres, dimensions variables, tous exemplaires uniques, 2014.

## Installationen
Die Werke von Michel Sicard und Mojgan Moslehi wurden vor allem in großen Museumsräumen installiert, wo der Austausch, die Spannungen zwischen den Energien und das Spiel von Chaos und Zufall in einem offenen Raum deutlicher zutage treten:
- Seoul Arts Center, Traces essentielles, 2004, peintures et dessins, avec les premières collaborations Sicard et Moslehi sur grands papiers.
- Galerie Itinerrance, Paris, 2006, Michel Sicard et Mojgan Moslehi[12], juxtaposent dessins, peintures et photographies.
- Museum of Art, Nankin, 2008, peintures, installations et performances.
- Seokdang Museum of Art, Mind/Time, Pusan, 2016, ensemble de peintures, de photos et d'installations, avec notamment les premières séries des miroirs encâblés.
- Museum of Art, Daejeon (Corée du Sud), Things change, 2016, installations modifiant des séries précédentes connues par leur réorganisation dans l'espace.
- Musée des Arts et Métiers, Corps dessinant, Paris, 2016, performance dans la Chapelle: Corps, limites de 45' de Michel Sicard, chorégraphie Mojgan Moslehi[13].
- Galerie d'Art contemporain, Notes de brouillard, Auvers-sur-Oise, 2017, rétrospective de la période récente.
- Musée d'art et d'histoire de Saint-Denis, Enfermement, 2019: pièces sur panneau Dibond alu brossé et lettrages Non œuvre Non présence (12 × 157 cm) et Les stades du miroir (18 miroirs 150 × 50 cm): « Sur un pont vitré traversant le cloître, dans le vide d'une non-œuvre, retentissement des événements, des passages, des chants ou présences incertaines ou définies, qui dépassent tout l'enfermement par son absence et recréent perpétuellement son devenir. » (Catalogue Enfermement, Musée d'art et d'histoire Paul Éluard, Saint Denis, 2019, p. 14.)

## Ausstellungen (Auswahl)
- 2004: Michel Sicard et Yeo Tae-Myung – Traces essentielles, Séoul, Seoul Arts Center
- 2004: Michel Sicard Livres d'artiste, Séoul, Artlink Gallery
- 2005: The 21 st South Region Contemporary Art Festival, Gwangju (Corée du Sud)
- 2006: Salon Page(s) 9, Paris 12e, espace Charenton, stand Éditions inédites
- 2006: Michel Sicard et Mojgan Moslehi, Paris, Galerie Itinerrance
- 2007: Michel Sicard, Bratislava (Slovaquie), Chapelle des Franciscains/Ambassade de France
- 2008: Michel Sicard et Mojgan Moslehi, Nanjing (Chine), Museum of Art
- 2008: The 22 nd South Region Contemporary Art Festival, Gwangju (Corée du Sud)
- 2008: Michel Sicard, Harbin (Chine), Galerie de l'Université Normale
- 2008: Michel Sicard – Signes et flux, Paris 13ème, Banque CIC, Agence Avenue de France
- 2008: Michel Sicard – Signes et Sens, Bucarest (Roumanie), Musée d'Art de Mogosoaia, Château de Brâncoveanu[14]
- 2009: L'eau, Poprad (Slovaquie), Galerie Nationale Slovaque
- 2009: Pages d'écriture et autres textes, œuvres dans la collection du FRAC Haute-Normandie, Grand Quevilly, Maison des Arts
- 2010: Michel Sicard et Mojgan Moslehi, Beijing (Chine), The Art Gallery of China, National Academy of Painting
- 2011: Taches, Shanghai, Musée d'Art Qihzan Zhu
- 2011: Michel Sicard – Le Temps des flux, Lille, Galerie Annie Wable
- 2012: Repenser l'ordinaire, Paris, Couvent des Cordeliers
- 2012: Livres anciens, estampes, dessins, Paris, Grand Palais, Stand Véronique Sala-Vidal
- 2014: Sicard et Moslehi – Non corps du temps, film, Valenciennes, Université d'Artois, École Supérieure des Arts et de l'Éducation (ESPE)
- 2014: Michel Sicard – Suite pour Elseneur, Le Havre, Lycée Jeanne d’Arc, exposition organisée par le FRAC de Haute-Normandie
- 2014: Caméléon Vermillon, Montauban, galerie de la Médiathèque, Biennale Passage(s) design, Arts et Transmission
- 2014: Michel Sicard – Suite pour Elseneur, Bernay, Collège Le Hameau, puis Le Havre, Lycée Jeanne d’Arc, expositions organisées par le FRAC de Haute-Normandie
- 2014: Entre-Mondes, Paris, Patronage laïque Jules Vallès
- 2015: Michel Sicard et Mojgan Moslehi – No Way time, film court-métrage, Arras, Maison de la Recherche
- 2016: Michel Sicard et Mojgan Moslehi – Mind/Time, Pusan (Corée du Sud), Seokdang Museum of Art
- 2016: Michel Sicard et Mojgan Moslehi – Things change, Daejeon (Corée du Sud), Museum of Modern Art
- 2016: Michel Sicard et Mojgan Moslehi – Cendres noires, organisée par L'UNAM, Villefranche-sur-Mer, Chapelle Sainte Élisabeth, hommage à l'attentat de Nice: Les cris de l'âme de la Baie des Anges
- 2016: Corps dessinant, Corps, limites, performance, Paris, Musée des Arts et Métiers
- 2017: Design(s) Noir(s): promenades chromatiques, Toulouse, Maison de la Recherche, Université Toulouse Jean-Jaurès, Biennale Passage(s) du design
- 2017: Michel Sicard et Mojgan Moslehi – Notes de brouillard, Auvers-sur-Oise, Galerie d'Art contemporain
- 2019 Enfermement, Sicard et Moslehi: Les stades du miroir, Saint-Denis, Musée d'art et d'histoire Paul Éluard

## Artikel, Kataloge, Werke
- Michel Sicard: Le livre en mouvement. In: Gaëlle Pélachaud: Livres animés, du papier au numérique. L’Harmattan, Paris 2010, ISBN 978-2-296-13779-0, S. 11–20.
- Mojgan Moslehi: L'œuvre du chaos. In: Guy Lecerf (Hrsg.): Les enjeux de l'art et du chaos. E.M.E. et InterCommunications éditions, Fernelmont (Belgique) 2012.
- Michel Sicard: Du livre manuscrit: expérimentations, tendances. In: Le livre d'artiste depuis 1980 en France et au Royaume-Uni. Publications de l'Université de Saint-Étienne, 2014, ISBN 978-2-86272-658-8.
- Michel Sicard: Pour une esthétique des Entre-Mondes. Association Actisce, Paris 2014.
- Michel Sicard: Physique et métaphysique du papier. In: Odile Aussédat-Perrin: Transparences: métamorphoses et métaphores du papier. L’Harmattan, Paris 2015, ISBN 978-2-343-04369-2, S. 11–28.
- Michel Sicard: Métamorphoses de l’écrit aux XXe et XXIe siècles: le livre d’artiste et le contemporain. In: Christophe Didier, Madeleine Zeller (Hrsg.): Métamorphoses - Un bâtiment, des collections. Bibliothèque nationale et universitaire, Strasbourg 2015, ISBN 978-2-85923-056-2, S. 294–301.
- Michel Sicard, Mojgan Moslehi: Mind/Time. Seokdang Museum, Pusan (Corée du Sud) 2016, OCLC 1030159084.[15]
- Michel Sicard, Mojgan Moslehi: Things change. Museum of Modern Art, Daejeon (Corée du Sud) 2016.
- Michel Sicard: Corps, limites. In: Corps dessinant. Institut Acte/CNRS et Musée des Arts et Métiers, Paris 2016.
- Michel Sicard, Mojgan Moslehi: Notes de brouillard. plaquette-catalogue, Galerie d'Art Contemporain, Auvers-sur-Oise 2017.
- Michel Sicard, Mojgan Moslehi: Attachements, fractures. In: Enfermement. revue Création et Patrimoine, n° 7, Institut Acte, Paris 2019.
- Michel Sicard: Photographie et interprétation. In: F. Soulages (Hrsg.): Interprétation et art. L'Harmattan, Paris 2019.
- Michel Sicard, Mojgan Moslehi: Temps interférentiel dans la photographie. coll. Retina.Création. L'Harmattan, Paris 2020, ISBN 978-2-343-19967-2.[16]